# TMEM242
TMEM242‏ (Transmembrane protein 242) هوَ بروتين يُشَفر بواسطة جين TMEM242 في الإنسان.